# Tour Down Under 2012
| Erster           | Simon Gerrans        | 20:46:12 h   |
| Zweiter          | Alejandro Valverde   | gleiche Zeit |
| Dritter          | Tiago Machado        | + 0:08 min   |
| Vierter          | Michael Rogers       | + 0:14 min   |
| Fünfter          | Rohan Dennis         | gleiche Zeit |
| Sechster         | Jan Bakelants        | + 0:16 min   |
| Siebter          | Edvald Boasson Hagen | + 0:18 min   |
| Achter           | Javier Moreno        | + 0:23 min   |
| Neunter          | Michael Matthews     | + 0:29 min   |
| Zehnter          | Eduard Worganow      | + 0:32 min   |
| Punktewertung    | Edvald Boasson Hagen | 56 P.        |
| Zweiter          | André Greipel        | 50 P.        |
| Dritter          | Jauheni Hutarowitsch | 39 P.        |
| Bergwertung      | Rohan Dennis         | 29 P.        |
| Zweiter          | Thomas De Gendt      | 24 P.        |
| Dritter          | Simon Gerrans        | 24 P.        |
| Nachwuchswertung | Rohan Dennis         | 20:46:26 h   |
| Zweiter          | Edvald Boasson Hagen | + 0:04 min   |
| Dritter          | Michael Matthews     | + 0:15 min   |
| Teamwertung      | RadioShack-Nissan    | 62:19:53 h   |
| Zweiter          | Sky ProCycling       | + 0:24 min   |
| Dritter          | Movistar Team        | + 0:31 min   |

Die 14. Tour Down Under fand vom 15. bis zum 22. Januar 2012 statt. Das Radrennen bestand aus sechs Etappen, die erste begann am 17. Januar. Zwei Tage zuvor wurde das Rennen mit dem Kriterium Down Under Classic (im UCI-Kriteriumskalender als Down Under Criterium eingetragen) eröffnet, das nicht zur Gesamtwertung zählt. Die Gesamtdistanz des Rennens betrug 803 Kilometer und damit 45 Kilometer mehr als im Vorjahr. Die Tour Down Under war der erste Wettbewerb der UCI World Tour 2012.

## Teilnehmer
| ProTeams AG2R La Mondiale Astana Pro Team BMC Racing Team Euskaltel-Euskadi FDJ-Big Mat Garmin-Barracuda | GreenEdge Cycling Team Katusha Team Lampre-ISD Liquigas-Cannondale Lotto Belisol Team Movistar | Omega Pharma-Quick Step Rabobank Cycling Team RadioShack-Nissan Sky ProCycling Team Saxo Bank Vacansoleil-DCM |
| UniSA-Australia                                                                                          |                                                                                                | |

Startberechtigt waren die 18 ProTeams sowie eine Mannschaft der Universität Süd-Australien, die das 133 Fahrer umfassende Peloton vervollständigte.

## Etappen

### Etappenübersicht
| Etappe             | Datum      | Start–Ziel                           | km    | Typ         | Etappensieger      | Führender     |
| ------------------ | ---------- | ------------------------------------ | ----- | ----------- | ------------------ | ------------- |
| Down Under Classic | 15. Januar | Adelaide                             | 51    | Flachetappe | André Greipel      |               |
| 1. Etappe          | 17. Januar | Prospect–Clare                       | 149   | Flachetappe | André Greipel      | André Greipel |
| 2. Etappe          | 18. Januar | Lobethal–Stirling                    | 148   | Hügeletappe | William Clarke     | Martin Kohler |
| 3. Etappe          | 19. Januar | Unley–Victor Harbor                  | 134,5 | Flachetappe | André Greipel      | André Greipel |
| 4. Etappe          | 20. Januar | Norwood – Tanunda                    | 130   | Flachetappe | Óscar Freire       | Martin Kohler |
| 5. Etappe          | 21. Januar | McClaren Vale–Willunga               | 151,5 | Hügeletappe | Alejandro Valverde | Simon Gerrans |
| 6. Etappe          | 22. Januar | Adelaide City Council Street Circuit | 90    | Flachetappe | André Greipel      | Simon Gerrans |

## Wertungen

### Wertungen im Tourverlauf
Die Tabelle zeigt den Führenden in der jeweiligen Wertung nach der jeweiligen Etappe an.
| Etappe    | Gesamtwertung | Sprintwertung        | Bergwertung      | Nachwuchswertung | Teamwertung       |
| --------- | ------------- | -------------------- | ---------------- | ---------------- | ----------------- |
| 1. Etappe | André Greipel | André Greipel        | Marcello Pavarin | Rohan Dennis     | Sky ProCycling    |
| 2. Etappe | Martin Kohler | William Clarke       | William Clarke   | Michael Matthews | UNI SA-Australia  |
| 3. Etappe | André Greipel | André Greipel        | Thomas De Gendt  | Michael Matthews | UNI SA-Australia  |
| 4. Etappe | Martin Kohler | Edvald Boasson Hagen | Rohan Dennis     | Michael Matthews | Sky ProCycling    |
| 5. Etappe | Simon Gerrans | Edvald Boasson Hagen | Rohan Dennis     | Rohan Dennis     | RadioShack-Nissan |
| 6. Etappe | Simon Gerrans | Edvald Boasson Hagen | Rohan Dennis     | Rohan Dennis     | RadioShack-Nissan |

## Die Etappen im Einzelnen
Das Rennen fand in der Provinz South Australia rund um die Hauptstadt Adelaide statt. Die Tour Down Under stand wie jedes Jahr im Mittelpunkt des Festival of Cycling, einer einwöchigen Veranstaltung, in der sich in South Australia alles ums Fahrrad dreht.

### Down Under Classic
Das Kriterium über 51 Kilometer in Adelaide, der Hauptstadt von South Australia, eröffnete die Tour Down Under 2012 und enthielt vier Prämiensprints. Es zählt weder zur Gesamtwertung noch zur Wertung der UCI World Tour und bestand aus 30 flachen Runden zu je 1,7 Kilometern. Vor dem Down Under Classic wurden die teilnehmenden Mannschaften den Zuschauern vorgestellt.
|    | Fahrer               | Nation      | Team               | Zeit         |
| -- | -------------------- | ----------- | ------------------ | ------------ |
| 1. | André Greipel        | Deutschland | Lotto Belisol Team | 1:03:17 h    |
| 2. | Edvald Boasson Hagen | Norwegen    | Sky ProCycling     | gleiche Zeit |
| 3. | Heinrich Haussler    | Australien  | Garmin-Barracuda   | gleiche Zeit |
| 4. | José Joaquín Rojas   | Spanien     | Movistar           | gleiche Zeit |
| 5. | Steele Von Hoff      | Australien  | UNI SA-Australia   | gleiche Zeit |

### 1. Etappe, Prospect – Clare
Die erste Etappe begann im Adelaider Vorort Prospect und führte über 149 Kilometer nördlich nach Clare. Zwei Zwischensprints und eine Bergwertung der dritten Kategorie wurden auf der Strecke passiert, die kontinuierlich leicht ansteigt.
|    | Fahrer               | Nation       | Team                | Zeit         |
| -- | -------------------- | ------------ | ------------------- | ------------ |
| 1. | André Greipel        | Deutschland  | Lotto Belisol Team  | 4:33:40 h    |
| 2. | Alessandro Petacchi  | Italien      | Lampre-ISD          | gleiche Zeit |
| 3. | Jauheni Hutarowitsch | Belarus 1995 | FDJ-Big Mat         | gleiche Zeit |
| 4. | Fabio Sabatini       | Italien      | Liquigas-Cannondale | gleiche Zeit |
| 5. | Daniele Bennati      | Italien      | RadioShack-Nissan   | gleiche Zeit |

|    | Fahrer               | Nation       | Team               | Zeit         |
| -- | -------------------- | ------------ | ------------------ | ------------ |
| 1. | André Greipel        | Deutschland  | Lotto Belisol Team | 4:33:30 h    |
| 2. | Alessandro Petacchi  | Italien      | Lampre-ISD         | + 0:04 min   |
| 3. | Martin Kohler        | Schweiz      | BMC Racing Team    | gleiche Zeit |
| 4. | Jauheni Hutarowitsch | Belarus 1995 | FDJ-Big Mat        | + 0:06 min   |
| 5. | Rohan Dennis         | Australien   | UNI SA-Australia   | + 0:07 min   |

### 2. Etappe, Lobethal – Stirling
148 Kilometer lang war die zweite Etappe der Tour Down Under, die die obligatorischen beiden Sprintwertungen und eine Bergwertung der zweiten Kategorie enthielt. Am Ende des Tages wurde die Ziellinie in Stirling dreimal passiert. Auf diesem Rundkurs, der dem auf dem dritten Abschnitt des Vorjahres entspricht, steigt die Straße zum Ziel hin an.
|    | Fahrer               | Nation     | Team                   | Zeit         |
| -- | -------------------- | ---------- | ---------------------- | ------------ |
| 1. | William Clarke       | Australien | UNI SA-Australia       | 3:58:35 h    |
| 2. | Michael Matthews     | Australien | Rabobank Cycling Team  | + 1:02 min   |
| 3. | Simon Gerrans        | Australien | GreenEdge Cycling Team | gleiche Zeit |
| 4. | Alejandro Valverde   | Spanien    | Movistar               | gleiche Zeit |
| 5. | Edvald Boasson Hagen | Norwegen   | Sky ProCycling         | gleiche Zeit |

|    | Fahrer           | Nation      | Team                   | Zeit       |
| -- | ---------------- | ----------- | ---------------------- | ---------- |
| 1. | Martin Kohler    | Schweiz     | BMC Racing Team        | 8:33:05 h  |
| 2. | André Greipel    | Deutschland | Lotto Belisol Team     | + 0:02 min |
| 3. | Michael Matthews | Australien  | Rabobank Cycling Team  | + 0:04 min |
| 4. | Simon Gerrans    | Australien  | GreenEdge Cycling Team | + 0:08 min |
| 5. | Rohan Dennis     | Australien  | UNI SA-Australia       | + 0:09 min |

### 3. Etappe, Unley – Victor Harbor
Der dritte Tagesabschnitt führte das Feld über eine Strecke von 134,5 weitgehend flachen Kilometern, auf der zwei Sprint- und eine Bergwertung der zweiten Kategorie ausgefahren werden, von Unley Richtung Süden nach Victor Harbor.
|    | Fahrer               | Nation       | Team                   | Zeit         |
| -- | -------------------- | ------------ | ---------------------- | ------------ |
| 1. | André Greipel        | Deutschland  | Lotto Belisol Team     | 3:21:55 h    |
| 2. | Jauheni Hutarowitsch | Belarus 1995 | FDJ-Big Mat            | gleiche Zeit |
| 3. | Edvald Boasson Hagen | Norwegen     | Sky ProCycling         | gleiche Zeit |
| 4. | Mark Renshaw         | Australien   | Rabobank Cycling Team  | gleiche Zeit |
| 5. | Robbie McEwen        | Australien   | GreenEdge Cycling Team | gleiche Zeit |

|    | Fahrer           | Nation      | Team                   | Zeit       |
| -- | ---------------- | ----------- | ---------------------- | ---------- |
| 1. | André Greipel    | Deutschland | Lotto Belisol Team     | 11:54:52 h |
| 2. | Martin Kohler    | Schweiz     | BMC Racing Team        | + 0:08 min |
| 3. | Michael Matthews | Australien  | Rabobank Cycling Team  | + 0:12 min |
| 4. | Thomas De Gendt  | Belgien     | Vacansoleil-DCM        | + 0:14 min |
| 5. | Simon Gerrans    | Australien  | GreenEdge Cycling Team | + 0:16 min |

### 4. Etappe, Norwood – Tanunda
Der Weg auf der vierten Etappe war 130 Kilometer lang zwischen Norwood, einem Stadtteil von Adelaide, der wie 2011 den Start des vierten Abschnitts bildete, und Tanunda im Nordwesten. Es wurden zwei Sprint- und zwei Bergwertungen (eine der ersten Kategorie und eine der zweiten) auf einer vorwiegend flachen Route abgenommen.
|    | Fahrer               | Nation      | Team                    | Zeit         |
| -- | -------------------- | ----------- | ----------------------- | ------------ |
| 1. | Óscar Freire         | Spanien     | Katusha Team            | 3:08:34 h    |
| 2. | Gerald Ciolek        | Deutschland | Omega Pharma-Quick Step | gleiche Zeit |
| 3. | Daniele Bennati      | Italien     | RadioShack-Nissan       | gleiche Zeit |
| 4. | Edvald Boasson Hagen | Norwegen    | Sky ProCycling          | gleiche Zeit |
| 5. | Michael Matthews     | Australien  | Rabobank Cycling Team   | gleiche Zeit |

|    | Fahrer           | Nation      | Team                    | Zeit         |
| -- | ---------------- | ----------- | ----------------------- | ------------ |
| 1. | Martin Kohler    | Schweiz     | BMC Racing Team         | 15:03:34 h   |
| 2. | Michael Matthews | Australien  | Rabobank Cycling Team   | + 0:02 min   |
| 3. | Óscar Freire     | Spanien     | Katusha Team            | gleiche Zeit |
| 4. | Gerald Ciolek    | Deutschland | Omega Pharma-Quick Step | + 0:06 min   |
| 5. | Simon Gerrans    | Australien  | GreenEdge Cycling Team  | + 0:08 min   |

### 5. Etappe, McClaren Vale – Willunga
Der fünfte Tagesabschnitt im Süden der Provinz war wie schon in den vergangenen Jahren die „Königsetappe“ der Tour Down Under und in diesem Jahr mit 151,5 Kilometern auch der längste Abschnitt. Mit dem zweimal zu befahrenden Willunga-Hill musste der schwierigste Anstieg der Rundfahrt genommen werden. Auf dem Gipfel wurden auch die beiden Bergwertungen der ersten Kategorie des Tages ausgefahren, zudem gibt es zwei Sprints auf der Strecke. Erstmals in der Geschichte des Rennens lag das Ziel direkt auf dem Willunga Hill, womit eine kleine Bergankunft über den Ausgang des Rennens entschied.
|    | Fahrer             | Nation     | Team                   | Zeit         |
| -- | ------------------ | ---------- | ---------------------- | ------------ |
| 1. | Alejandro Valverde | Spanien    | Movistar               | 3:45:48 h    |
| 2. | Simon Gerrans      | Australien | GreenEdge Cycling Team | gleiche Zeit |
| 3. | Tiago Machado      | Portugal   | RadioShack-Nissan      | +0:02 min    |
| 4. | Michael Rogers     | Australien | Sky ProCycling         | +0:04 min    |
| 5. | Rohan Dennis       | Australien | UNI SA-Australia       | +0:07 min    |

|    | Fahrer             | Nation     | Team                   | Zeit         |
| -- | ------------------ | ---------- | ---------------------- | ------------ |
| 1. | Simon Gerrans      | Australien | GreenEdge Cycling Team | 18:49:24 h   |
| 2. | Alejandro Valverde | Spanien    | Movistar               | gleiche Zeit |
| 3. | Tiago Machado      | Portugal   | RadioShack-Nissan      | +0:08 min    |
| 4. | Michael Rogers     | Australien | Sky ProCycling         | +0:14 min    |
| 5. | Rohan Dennis       | Australien | UNI SA-Australia       | gleiche Zeit |

### 6. Etappe, Adelaide City Council Street Circuit
Mit einem 90 Kilometer langen Kriterium über 20 Runden à 4,5 Kilometer in Adelaide endete die Tour Down Under 2012. Die Strecke war flach und enthielt eine zweimal gewertete Bergwertung der dritten Kategorie sowie zwei Zwischensprints auf der Ziellinie.
|    | Fahrer               | Nation       | Team                  | Zeit         |
| -- | -------------------- | ------------ | --------------------- | ------------ |
| 1. | André Greipel        | Deutschland  | Lotto Belisol Team    | 1:56:48 h    |
| 2. | Mark Renshaw         | Australien   | Rabobank Cycling Team | gleiche Zeit |
| 3. | Alessandro Petacchi  | Italien      | Lampre-ISD            | gleiche Zeit |
| 4. | Jauheni Hutarowitsch | Belarus 1995 | FDJ-Big Mat           | gleiche Zeit |
| 5. | José Joaquín Rojas   | Spanien      | Movistar              | gleiche Zeit |

|    | Fahrer             | Nation     | Team                   | Zeit         |
| -- | ------------------ | ---------- | ---------------------- | ------------ |
| 1. | Simon Gerrans      | Australien | GreenEdge Cycling Team | 20:46:12 h   |
| 2. | Alejandro Valverde | Spanien    | Movistar               | gleiche Zeit |
| 3. | Tiago Machado      | Portugal   | RadioShack-Nissan      | +0:08 min    |
| 4. | Michael Rogers     | Australien | Sky ProCycling         | +0:14 min    |
| 5. | Rohan Dennis       | Australien | UNI SA-Australia       | gleiche Zeit |